# Kev Brown
Kev Brown (* Kevin Brown, * 10. Februar 1976 in Landover (Maryland), USA) ist ein US-amerikanischer Hip-Hop-Produzent und MC. Als Gründungsmitglied der Low Budget Crew prägte er die Underground-Szene mit souligen Beats und eigenständigem Stil.

## Leben und Werdegang
Brown machte sein Debüt 2001 als Featured Artist auf dem Album Re‑Entry der BBE Beat Generation – zusammen mit Grap Luva – was ihm Aufmerksamkeit in der Underground-Szene einbrachte. Noch im selben Jahr steuerte er einen Track zum Album AOI: Bionix von De La Soul bei.
2002 war er Teil von DJ Jazzy Jeffs Produktionskollektiv A Touch of Jazz und steuerte sieben Produktionen zu dessen Album The Magnificent bei.
Sein Durchbruch gelang mit The Brown Album (2004), einem Remixalbum von Jay-Zs The Black Album, dass ihn nachhaltig bekannt machte.
2005 veröffentlichte Kev Brown sein Solo-Debütalbum I Do What I Do über das Label Up Above Records inklusive der Single „Life’s a Gamble“.
2011 sowie 2013 entstanden tributeartige Projekte wie *South Africa Dedication* und *Brazil Dedication*, die von lokalen Eindrücken inspiriert sind.
Nach einer längeren Pause veröffentlichte er 2018 sein zweites Rap-Album Homework auf Redefinition Records mit 27 Tracks.

## Stil, Einflüsse und Reputation
Kev Browns Produktionsstil wird geschätzt für sorgfältiges Sample-Chopping, dichte Arrangements und souligen Sound, häufig ohne erkennbare Schleifen, sondern mit subtil verwobene Klangtexturen. Pete Rock, J Dilla, A Tribe Called Quest und Wu-Tang Clan zählen zu seinen wichtigsten Inspirationen. Seine Arbeiten gelten als legendär innerhalb von Beatmakern und Kennerkreisen.

## Diskografie (Auswahl)
- 2005: I Do What I Do (Up Above Records)
- 2018: Homework (Redefinition Records)